# 천-베유 준동형
미분기하학에서 천-베유 준동형([陳]-Weil準同型, 영어: Chern–Weil homomorphism)은 리 군의 작용에 대하여 불변인 리 대수 변수 다항식을 드람 코호몰로지 동치류에 대응시키는 환 준동형이다.

## 정의
다음이 주어졌다고 하자.
- 연결 콤팩트 리 군의 복소화인 복소수 리 군 {\displaystyle G}

그렇다면, 다음을 정의할 수 있다.
- {\displaystyle G}의 복소수 리 대수 {\displaystyle {\mathfrak {g}}=\operatorname {Lie} (G)}
- {\displaystyle {\mathfrak {g}}} 위의 다항식환 {\displaystyle \mathbb {C} [{\mathfrak {g}}]}
- {\displaystyle \mathbb {C} [{\mathfrak {g}}]} 위의 {\displaystyle G}의 딸림표현 작용. 이에 따라 {\displaystyle \mathbb {C} [{\mathfrak {g}}]}는 군환 {\displaystyle \mathbb {C} [G]}의 왼쪽 가군을 이룬다.
{\displaystyle (g\cdot p)(x)=p(\operatorname {Ad} _{g}x)\qquad (g\in G,\;p\in \mathbb {C} [{\mathfrak {g}}],\;x\in {\mathfrak {g}})}
- {\displaystyle G}의 작용에 대한 불변량 부분 대수 {\displaystyle \mathbb {C} [{\mathfrak {g}}]^{G}}.
{\displaystyle \mathbb {C} [{\mathfrak {g}}]^{G}=\left\{p\in \mathbb {C} [{\mathfrak {g}}]\colon p=g\cdot p\right\}}
- {\displaystyle G}의 불변량 부분 대수는 동차 다항식 부분 공간들의 합으로 다음과 같이 분해된다.
{\displaystyle \mathbb {C} [{\mathfrak {g}}]^{G}=\bigoplus _{k=0}^{\infty }\mathbb {C} _{k}[{\mathfrak {g}}]^{G}}
{\displaystyle p\in \mathbb {C} _{k}[{\mathfrak {g}}]^{G}\iff \forall \lambda \in \mathbb {C} ,\;x\in {\mathfrak {g}}\colon p(\lambda x)=\lambda ^{k}p(x)}
- 동차 다항식 {\displaystyle p\in \mathbb {C} _{k}[{\mathfrak {g}}]^{G}}에 대하여, 다음 두 조건을 만족시키는 유일한 {\displaystyle k}개의 변수를 갖는 함수 {\displaystyle {\bar {p}}\colon {\mathfrak {g}}^{\oplus k}\to \mathbb {C} }가 존재한다.
{\displaystyle {\bar {p}}(x,\dotsc ,x)=p(x)\qquad \forall x\in {\mathfrak {g}}}
{\displaystyle {\bar {p}}(x_{1},\dotsc ,x_{k})={\bar {p}}(x_{\sigma (1)},\dotsc ,x_{\sigma (k)})\qquad \forall \sigma \in \operatorname {Sym} (k),\;(x_{i})_{1\leq i\leq k}\in {\mathfrak {g}}^{\oplus k}}

또한, 다음이 주어졌다고 하자.
- 매끄러운 다양체 {\displaystyle M}
- {\displaystyle G}-매끄러운 주다발 {\displaystyle \pi \colon P\twoheadrightarrow M}

그렇다면, 천-베유 준동형은 다음과 같은 {\displaystyle \mathbb {C} }-결합 대수 준동형이다.
{\displaystyle \mathbb {C} [{\mathfrak {g}}]^{G}\to \operatorname {H} ^{\bullet }(M;\mathbb {C} )}

### 추상적 정의
리 군 {\displaystyle G}에 대하여, 분류 공간 {\displaystyle \mathrm {E} G\twoheadrightarrow \mathrm {B} G}를 생각하자. ({\displaystyle G}의 기본군은 상관이 없다.) 그렇다면, 리 대수 코호몰로지를 통해 다음이 성립함을 보일 수 있다.
{\displaystyle \operatorname {H} ^{\bullet }(\mathrm {B} G;\mathbb {C} )\cong \mathbb {C} [{\mathfrak {g}}]^{G}}
(복소수 계수이므로, 좌변은 {\displaystyle G}의 기본군에 더 이상 의존하지 않는다.) 이 동형에서, 우변의 등급(동차 다항식의 차수)은 좌변의 등급(코호몰로지류의 차수)의 절반이다.
이에 따라, {\displaystyle G}-주다발 {\displaystyle P}는 어떤 연속 함수
{\displaystyle f\colon M\to \mathrm {B} G}
에 의하여
{\displaystyle P=f^{*}\mathrm {E} B}
로서 주어진다. 또한, 이 {\displaystyle f}는 코호몰로지 환의 등급환 준동형
{\displaystyle f^{*}\colon \mathrm {H} ^{\bullet }(\mathrm {B} G;\mathbb {Z} )\to \operatorname {H} ^{\bullet }(M;\mathbb {Z} )}
을 정의한다. 이를 정수 계수 대신 복소수 계수로 취하면, {\displaystyle f^{*}}는 등급환 준동형
{\displaystyle \mathbb {C} [{\mathfrak {g}}]^{G}\to \operatorname {H} ^{\bullet }(M;\mathbb {C} )}
을 정의한다. 이를 천-베유 준동형이라고 한다.
콤팩트 실수 리 군 {\displaystyle G}은 그 복소화와 호모토피 동치이므로, 복소수 리 군 대신 콤팩트 실수 리 군을 사용해도 좋다.

### 구체적 정의
천-베유 준동형은 구체적으로 다음과 같이 주어진다. 우선, {\displaystyle P} 위의 임의의 주접속을 고르고, 그 곡률이
{\displaystyle F\in \Omega ^{2}(P;{\mathfrak {g}})}
라고 하자. 그렇다면, {\displaystyle p\in \mathbb {C} _{k}[{\mathfrak {g}}]^{G}}에 대하여 다음을 정의하자.
{\displaystyle p(F)\in \Omega ^{2k}(P;{\mathfrak {g}})}
{\displaystyle p(F)(v_{1},\dotsc ,v_{2k})={\frac {1}{(2k)!}}\sum _{\sigma \in \operatorname {Sym} (2k)}(-)^{\sigma }{\bar {p}}\left(F(v_{\sigma (1)},v_{\sigma (2)}),\dotsc ,F(v_{\sigma (2k-1)},v_{\sigma (2k)})\right)}
여기서 사용된 기호는 다음과 같다.
- {\displaystyle s\in P}는 주다발 전체 공간의 점
- {\displaystyle v_{1},\dotsc ,v_{2k}\in \mathrm {T} _{s}P}는 주다발의 한 접공간의 {\displaystyle 2k} 개의 벡터들
- {\displaystyle (-)^{\sigma }}는 순열의 부호수
- {\displaystyle \operatorname {Sym} (2k)}는 크기 {\displaystyle (2k)!}의 대칭군

그렇다면, 다음을 보일 수 있다.
- {\displaystyle p}의 {\displaystyle G}-불변성에 의하여, {\displaystyle p(F)}는 {\displaystyle P} 위의 닫힌 미분 형식이다. 즉, {\displaystyle \mathrm {d} p(F)=0}이다.
- {\displaystyle p(\Omega )=\pi ^{*}\alpha _{F}}가 되는 유일한 미분 형식 {\displaystyle \alpha _{F}\in \Omega ^{2k}(M;\mathbb {C} )}가 존재하며, 이 또한 닫힌 미분 형식이다.
- 또한, {\displaystyle \alpha _{F}}는 사용된 주접속에 의존하지만, 그 드람 코호몰로지 동치류 {\displaystyle [\alpha _{F}]\in \operatorname {H} ^{\bullet }(M;\mathbb {C} )}는 주접속에 의존하지 않는다.

이에 따라, 천-베유 준동형은 다음과 같다.
{\displaystyle \mathbb {C} [{\mathfrak {g}}]^{G}\to \operatorname {H} ^{\bullet }(M;\mathbb {C} )}
{\displaystyle p\mapsto [\alpha _{F}]}

## 예

### 1차 천 특성류
{\displaystyle \operatorname {GL} (1;\mathbb {C} )=\mathbb {C} ^{\times }} (또는 이에 대응하는 콤팩트 군 {\displaystyle \operatorname {U} (1)})을 생각하자. 그 분류 공간은 무한 차원 복소수 사영 공간
{\displaystyle \mathrm {B} \operatorname {U} (1)\simeq \operatorname {\mathbb {C} P} ^{\infty }}
이며, 그 유리수 계수 코호몰로지는 설리번 대수
{\displaystyle \operatorname {H} ^{\bullet }(\operatorname {\mathbb {C} P} ^{\infty };\mathbb {C} )=\operatorname {Span} _{\mathbb {C} }\{1,x,x^{2},\dotsc \}}
{\displaystyle \deg x=2}
{\displaystyle \mathrm {d} x=0}
이다.
{\displaystyle \mathbb {C} ^{\times }}는 아벨 군이므로, 모든 다항식이 불변량이다. 즉, 이 경우
{\displaystyle \mathbb {C} [x]\cong \operatorname {H} ^{\bullet }(\operatorname {\mathbb {C} P} ^{\infty };\mathbb {C} )}
이다.
{\displaystyle \mathbb {C} ^{\times }}-주다발은 연관 벡터 다발 구성을 통하여 복소수 선다발과 동치이며, 이 경우 천-베유 특성류는 1차 천 특성류
{\displaystyle p(x)\mapsto p(\operatorname {c} _{1}(F))}
로서 주어진다.

### 천 특성류
보다 일반적으로, {\displaystyle G=\operatorname {GL} (n;\mathbb {C} )}-매끄러운 주다발을 생각하자. 그렇다면, 다음을 생각하자.
{\displaystyle p(x)=\det \left(1-{\frac {x}{2\pi \mathrm {i} }}\right)\qquad (x\in {\mathfrak {gl}}(n;\mathbb {C} ))}
{\displaystyle p\in \mathbb {C} [{\mathfrak {gl}}(n;\mathbb {C} )]^{\operatorname {GL} (n;\mathbb {C} )}}
그렇다면, 이에 대응하는 특성류는 총 천 특성류
{\displaystyle \operatorname {c} (P)\in \operatorname {H} ^{\bullet }(M;\mathbb {Z} )}
이다. 물론, 이를 차수별로 분해하여
{\displaystyle \sum _{k=0}^{n}t^{k}p_{k}(x)=\det \left(1-{\frac {tx}{2\pi \mathrm {i} }}\right)\qquad (t\in \mathbb {C} ,\;x\in {\mathfrak {gl}}(n;\mathbb {C} ))}
{\displaystyle p_{k}\in \mathbb {C} _{k}[{\mathfrak {gl}}(n;\mathbb {C} )]^{\operatorname {GL} (n;\mathbb {C} )}}
{\displaystyle k}차 천 특성류
{\displaystyle \operatorname {c} _{k}(P)\in \operatorname {H} ^{2k}(M;\mathbb {Z} )}
를 정의할 수 있다.
이 경우, {\displaystyle \operatorname {GL} (n;\mathbb {C} )}-주다발 {\displaystyle P} 대신, 이에 대한 (정의 표현에 대한) 연관 다발
{\displaystyle E=P\times _{\operatorname {GL} (n;\mathbb {C} )}\mathbb {C} ^{n}}
을 사용하여
{\displaystyle \operatorname {c} _{k}(E)=\operatorname {c} _{k}(P)\in \operatorname {H} ^{2k}(M;\mathbb {Z} )}
로 적을 수 있다.

## 역사
1940년대 말에 천싱선과 앙드레 베유가 도입하였다. 이 내용은 천싱선의 1951년 프린스턴 고등연구소 강의록에서 최초로 출판되었으며,:64–65, §Ⅲ.6 이 강의록의 서문에서 천싱선은 베유의 공헌을 다음과 같이 인정하였다.
| “ | 나는 또한 앙드레 베유씨와 자주 대화를 나눌 수 있었던 특권에 대하여 언급하고 싶습니다. 그의 미출판 원고는 [천-베유 준동형을 다루는] 3장의 전개에 크게 영향을 끼쳤습니다. I wish also to acknowledge my privilege of having frequent conversations with André Weil. An unpublished manuscript of his has greatly influenced the presentation in Chapter Ⅲ. | ” |
|   | — :0, §Introduction |   |